# Série de championnat de la Ligue américaine de baseball 1992
La Série de championnat de la Ligue américaine de baseball 1992 est la série finale de la Ligue américaine de baseball, dont l'issue détermine le représentant de cette ligue à la Série mondiale 1992, la grande finale des Ligues majeures.
Cette série quatre de sept débute le mercredi 7 octobre 1992 et se termine le mercredi 14 octobre par une victoire des Blue Jays de Toronto, quatre victoires à deux sur les Athletics d'Oakland. Il s'agit de la première fois que les Blue Jays passent en Série mondiale, et de la première fois qu'une équipe du Canada remporte une Série de championnat.

## Équipes en présence
Les Blue Jays de Toronto remportent en 1992 le deuxième de trois championnats consécutifs de la division Est de la Ligue américaine de baseball, devançant par quatre victoires les Brewers de Milwaukee. Après trois essais infructueux en 1985, 1987 et 1989, la franchise canadienne tente sa chance en Série de championnat pour la quatrième fois.
Après une décevante quatrième place dans la section Ouest de l'Américaine en 1991, les Athletics d'Oakland reviennent en tête de leur division et gagnent un quatrième titre en cinq saisons, complètant la saison 1992 six matchs devant les champions en titre du baseball majeur, les Twins du Minnesota.
Les Blue Jays et les Athletics, auteurs de fiches identiques de 96 victoires et 66 défaites en saison régulière, s'affrontent pour la seconde fois en Série de championnat. En 1989, Oakland l'avait emporté quatre parties à une, en route vers un triomphe sur San Francisco en Série mondiale.

## Déroulement de la série

### Calendrier des rencontres
| Match | Date       | Visiteur             | Hôte                 | Score              |
| ----- | ---------- | -------------------- | -------------------- | ------------------ |
| 1     | 7 octobre  | Athletics d'Oakland  | Blue Jays de Toronto | 4 - 3              |
| 2     | 8 octobre  | Athletics d'Oakland  | Blue Jays de Toronto | 1 - 3              |
| 3     | 10 octobre | Blue Jays de Toronto | Athletics d'Oakland  | 7 - 5              |
| 4     | 11 octobre | Blue Jays de Toronto | Athletics d'Oakland  | 7 - 6 (11 manches) |
| 5     | 12 octobre | Blue Jays de Toronto | Athletics d'Oakland  | 2 - 6              |
| 6     | 14 octobre | Athletics d'Oakland  | Blue Jays de Toronto | 2 - 9              |

### Match 1
Mercredi 7 octobre 1992 au SkyDome, Toronto, Ontario.
| Athletics d'Oakland | 0 | 3 | 0 | 0 | 0 | 0 | 0 | 0 | 1 | 4 | 6 | 1 |
| Blue Jays de Toronto | 0 | 0 | 0 | 0 | 1 | 1 | 0 | 1 | 0 | 3 | 9 | 0 |
| Lanceurs partants : OAK : Dave Stewart TOR : Jack Morris Vic. : Jeff Russell (1-0) Déf. : Jack Morris (0-1) Sauv. : Dennis Eckersley (1) HRs : OAK : Mark McGwire (1), Harold Baines (1), Terry Steinbach (1) TOR : Dave Winfield (1), Pat Borders (1) |   |   |   |   |   |   |   |   |   |   |   |   |

### Match 2
Jeudi 8 octobre 1992 au SkyDome, Toronto, Ontario.
| Athletics d'Oakland | 0 | 0 | 0 | 0 | 0 | 0 | 0 | 0 | 1 | 1 | 6 | 0 |
| Blue Jays de Toronto | 0 | 0 | 0 | 0 | 2 | 0 | 1 | 0 | X | 3 | 4 | 0 |
| Lanceurs partants : OAK : Mike Moore TOR : David Cone Vic. : David Cone (1-0) Déf. : Mike Moore (0-1) Sauv. : Tom Henke (1) HRs: TOR : Kelly Gruber (1) |   |   |   |   |   |   |   |   |   |   |   |   |

### Match 3
Samedi 10 octobre 1992 au Oakland-Alameda County Coliseum, Oakland, Californie.
| Blue Jays de Toronto | 0 | 1 | 0 | 1 | 1 | 0 | 2 | 1 | 1 | 7 | 9  | 1 |
| Athletics d'Oakland | 0 | 0 | 0 | 2 | 0 | 0 | 2 | 1 | 0 | 5 | 13 | 3 |
| Lanceurs partants : TOR : Juan Guzman OAK : Ron Darling Vic. : Juan Guzman (1-0) Déf. : Ron Darling (0-1) Sauv. : Tom Henke (2) HRs : TOR : Roberto Alomar (1), Candy Maldonado (1) |   |   |   |   |   |   |   |   |   |   |    |   |

### Match 4
Dimanche 11 octobre 1992 au Oakland-Alameda County Coliseum, Oakland, Californie.
| Blue Jays de Toronto | 0 | 1 | 0 | 0 | 0 | 0 | 0 | 3 | 2 | 0 | 1 | 7 | 17 | 4 |
| Athletics d'Oakland | 0 | 0 | 5 | 0 | 0 | 1 | 0 | 0 | 0 | 0 | 0 | 6 | 12 | 2 |
| Lanceurs partants : TOR : Jack Morris OAK : Bob Welch Vic. : Duane Ward (1-0) Déf. : Kelly Downs (0-1) Sauv. : Tom Henke (3) HRs : TOR : John Olerud (1), Roberto Alomar (2) |   |   |   |   |   |   |   |   |   |   |   |   |    |   |

### Match 5
Lundi 12 octobre 1992 au Oakland-Alameda County Coliseum, Oakland, Californie.
| Blue Jays de Toronto | 0 | 0 | 0 | 1 | 0 | 0 | 1 | 0 | 0 | 2 | 7 | 3 |
| Athletics d'Oakland | 2 | 0 | 1 | 0 | 3 | 0 | 0 | 0 | X | 6 | 8 | 0 |
| Lanceurs partants : TOR : David Cone OAK : Dave Stewart Vic. : Dave Stewart (1-0) Déf. : David Cone (1-1) HRs : TOR : Dave Winfield (2) OAK : Ruben Sierra (1) |   |   |   |   |   |   |   |   |   |   |   |   |

### Match 6
Mercredi 14 octobre 1992 au SkyDome, Toronto, Ontario.
| Athletics d'Oakland | 0 | 0 | 0 | 0 | 0 | 1 | 0 | 1 | 0 | 2 | 7  | 1 |
| Blue Jays de Toronto | 2 | 0 | 4 | 0 | 1 | 0 | 0 | 2 | X | 9 | 13 | 0 |
| Lanceurs partants : OAK : Mike Moore TOR : Juan Guzman Vic. : Juan Guzman (2-0) Déf. : Mike Moore (0-2) HRs: TOR : Candy Maldonado (2), Joe Carter (1) |   |   |   |   |   |   |   |   |   |   |    |   |

## Joueur par excellence
Avec 11 coups sûrs en six parties et une moyenne au bâton de ,426 face aux Athletics, le joueur de deuxième but des Blue Jays de Toronto, Roberto Alomar, est nommé joueur par excellence de la Série de championnat 1992 de la Ligue américaine. L'athlète portoricain claque deux circuits, produit quatre points, en marque quatre, et réussit cinq vols de but en autant d'essais. Dans le match #4, disputé à Oakland, Alomar frappe un circuit de deux points en début de neuvième manche contre le releveur étoile des A's, Dennis Eckersley. Ceci crée l'égalité à 6-6 et force la prolongation, dans une rencontre que les Jays remportent finalement 7-6 en 11 manches de jeu.